# Glasgow Warriors (féminines)
Ne doit pas être confondu avec Glasgow Warriors.
Actualités
Les Glasgow Warriors sont une sélection provinciale féminine écossaise de rugby à XV basée à Glasgow. C'est la section féminine de la franchise homonyme. Fondée en 2023, l'équipe dispute le Celtic Challenge, la compétition internationale mettant aux prises des sélections régionales écossaises, galloises et irlandaises.

## Histoire
La fédération écossaise (SRU) annonce la création des équipes féminines de Glasgow et Édimbourg en décembre 2023. Elles prennent la place de l'équipe des Thistles, qui a disputé la toute première édition du Celtic Challenge. La SRU choisit de calquer ses deux équipes féminines sur les franchises masculines qui jouent en United Rugby Championship afin de profiter de leur image en termes de marketing, et de disposer d'un socle de supporters déjà existant. Les Warriors portent ainsi les mêmes couleurs et jouent dans le même stade que les hommes, le Scotstoun Stadium.
L'équipe technique est révélée peu de temps après : Chris Laidlaw (fils du demi de mêlée international Roy Laidlaw) est l'entraineur en chef. Il est assisté de l'ex-internationale Lindsey Smith (42 sélections) qui a la responsabilité des avants, et de Fraser Brown (55 sélections) chargé de la défense.
L'effectif annoncé compte trente joueuses, issues de dix clubs. Le club le plus représenté est le champion d'Écosse en titre, le Stirling County RFC, avec dix sélectionnées. Six des joueuses ont participé au Festival des Six Nations (réservé aux moins de 18 ans) 2023.
Le premier match de l'histoire des Warriors à lieu le 30 décembre 2023, à l'occasion de la première journée du Celtic Challenge : c'est un derby à Édimbourg, remporté par les locales (28-12). La rencontre est disputée devant près de 2000 spectateurs.
La SRU et les clubs anglais ayant conclu un accord permettant de sélectionner les joueuses non retenues en club, les Warriors obtiennent au fil des journées le renfort de plusieurs joueuses de Premiership : Izzy McGuire-Evans (Sale), Louise McMillan (Saracens), Izzy Hannay (Harlequins), Demi Swann (Exeter) entre autres. L'équipe termine à la dernière place de la compétition, avec sept défaites en autant de matchs.
Pour l'édition 2025 du Celtic Challenge, l'ancienne internationale Lindsey Smith (42 sélections) est nommée entraineuse. L'effectif est largement renouvelé avec 17 débutantes ainsi que cinq renforts en provenance d'Édimbourg (Fletcher, Lindsay, Walker, McNamara et Nelson). Stirling reste le club le plus représenté (sept joueuses), devant HillHead Jordanhill (six joueuses), Corstorphine et Watsonians (quatre joueuses chacun).